# Gran Premi de Poggiana
El Gran Premi de Poggiana és una cursa ciclista que es disputa anualment a la Poggiana (província de Treviso) durant el mes d'agost. Des del 2011 forma part del circuit UCI Europa Tour, categoria 1.2U., reservada a ciclistes menors de 23 anys.

## Palmarès
| Any  | Vencedor             | Segon                | Tercer                    |
| ---- | -------------------- | -------------------- | ------------------------- |
| 1975 | Luigi Trevellin      | Giancarlo Baldoni    | Gastone Martini           |
| 1976 | Natalino Bonan       | Ivo Gobbi            | Giuseppe Walter Passuello |
| 1977 | Mario Fraccaro       | Luigi Trevellin      | Silvano Cervato           |
| 1978 | Gianpaolo Sigurotti  | Flavio Martini       | Corrado Pianegonda        |
| 1979 | Gianni Giacomini     | Luigi Trevellin      | Giovanni Renosto          |
| 1980 | Giuliano Pavanello   | Luigi Trevellin      | Lucio Forasacco           |
| 1981 | Carlo Tonon          | Giancarlo Bada       | Luigi Trevellin           |
| 1982 | Maurizio Civran      | Roberto Bedin        | Mario Condolo             |
| 1983 | Ivan Mazzocco        | Giacomo Zanella      | Luca De Rossi             |
| 1984 | Luigi Furlan         | Luciano Mastellotto  | Luca De Rossi             |
| 1985 | Diego Dagli Orti     | Luigi Furlan         | Gianni Faresin            |
| 1986 | Maurizio Fondriest   | Federico Longo       | Gianluca Brugnami         |
| 1987 | Giorgio Furlan       | Giovanni Strazzer    | Tiberio Savoia            |
| 1988 | Luigi Simeon         | Fabrizio Convalle    | William Dazzani           |
| 1989 | Walter Zini          | Dario Bottaro        | Fabio Bolzan              |
| 1990 | Andrea Ferrigato     | Diego Trepin         | Stefano Frattolin         |
| 1991 | Paolo Lanfranchi     | Marco Pantani        | Ennio Grava               |
| 1992 | No disputada         |                      |                           |
| 1993 | Roberto Zoccarato    | Carlo Cobalchini     | Stefano Checchin          |
| 1994 | Dario Frigo          | Riccardo Faverio     | Denis Zanette             |
| 1995 | Stefano Finesso      | Giuliano Figueras    | Luca Prada                |
| 1996 | Vitali Kokorine      | Oscar Cavagnis       | Alessandro Romio          |
| 1997 | Raivis Belohvoščiks  | Leonardo Giordani    | Massimiliano Martini      |
| 1998 | Paolo Tiralongo      | Jamie Barrow         | Denis Lunghi              |
| 1999 | Luca Paolini         | Fabio Bulgarelli     | Lorenzo Bernucci          |
| 2000 | Iaroslav Popòvitx    | Ramon-Manuel Bianchi | Giampaolo Caruso          |
| 2001 | Aleksandr Kólobnev   | Lorenzo Bernucci     | Manuele Mori              |
| 2002 | Andrea Moletta       | Scott Davis          | Ivan Ravaioli             |
| 2003 | Manuele Mori         | Aleksandr Arekéiev   | Vladímir Gússev           |
| 2004 | Mirko Allegrini      | Vladímir Iefimkin    | Enrico Gasparotto         |
| 2005 | Matteo Priamo        | Marco Bandiera       | Emanuele Bindi            |
| 2006 | Mattia Parravicini   | Davide Battistella   | Marco Bicelli             |
| 2007 | Edoardo Girardi      | Mirko Selvaggi       | Pavel Kochetkov           |
| 2008 | Wesley Sulzberger    | Daniel Oss           | Pavel Kochetkov           |
| 2009 | Mattia Cattaneo      | Kristjan Koren       | Tomas Alberio             |
| 2010 | Luke Rowe            | Tomas Alberio        | Enrico Battaglin          |
| 2011 | Mattia Cattaneo      | Siarhei Novikau      | Mattia Bedin              |
| 2012 | Adam Phelan          | Gianfranco Zilioli   | Kristian Sbaragli         |
| 2013 | Andrea Zordan        | Davide Villella      | Daniele Dall'Oste         |
| 2014 | Robert Power         | Andrea Toniatti      | Luca Chirico              |
| 2015 | Stefano Nardelli     | Simone Velasco       | Lorenzo Rota              |
| 2016 | Michael Storer       | Enrico Salvador      | Filippo Rocchetti         |
| 2017 | Nicola Conci         | Michael Storer       | Artiom Nitx               |
| 2018 | Robert Stannard      | Alberto Giurato      | Samuele Battistella       |
| 2019 | Fabio Mazzucco       | Giovanni Aleotti     | Filippo Zana              |
| 2020 | no disputada         | no disputada         | no disputada              |
| 2021 | Riccardo Ciuccarelli | Lewis Askey          | Filippo Baroncini         |
| 2022 | Nicolò Buratti       | Federico Guzzo       | Laurence Pithie           |
| 2023 | Nicolò Pettiti       | Manuel Oioli         | Giacomo Villa             |